# جبل العهين
جبل العهين هو نتوء بارز من الحجر الرملي الأحمر في المملكة العربية السعودية ، معروف بنقوشه الصخرية والعلامات القبلية والنقوش التي تعود إلى ما قبل التاريخ في اللغات السامية المبكرة وكذلك العربية.

## الموقع
يقع الجبل في في محافظة الحناكية، بمنطقة المدينة المنورة، على بعد حوالي 17.5 كم شمال شرق بلدة الحناكية بحدود 30 كم.

## التاريخ
يقول الدكتور محمد عبد النعيم في كتابه:آثار ما قبل التاريخ وفجره في المملكة العربية السعودية ما نصه: «تبعد الحناكية حوالي 80 كيلومترا شرق المدينة المنورة وهي من أشهر مواقع الفن الصخري في المملكة العربية السعودية، والنقوش والرسومات الصخرية لهذا الموقع منفذه على صخور من الحجر الرملي الأحمر الصلب والذي تتميز حبيباته بالخشونة وتظهر عليها آثار التآكل . وتصل الكتلة الصخرية لهذا الموقع إلى 250 مترا طولا و 25 مترا عرضا وهي حادة الانحدار وإن كانت قمة سطحها منبسطة».

## النقوش الأثرية
تُصوِّر النقوش الصخرية القديمة المنحوتة على الوجوه الصخرية لجبل الحعين وحيد قرن وشخصيات واقفة وتصوير استثنائيًا لقرد ذو ذيل لولبي.
من بين النقوش العديدة في جبل الحعين رقم باللغة العربية يعود تاريخه إلى السنوات الأولى من التقويم الإسلامي. ونقش واحد يقتبس آية من سورة الكهف رقم 21. وقد درس فريد دونر النقش ونُشر عام 1984. و باتباع صيغة متكررة، يرجو النقش من الله أن يغفر له. وفي سجل ثانٍ له أهمية تاريخية فردية، صرح شخص يسمى رافع بن علي قائلاً: «أؤمن أنه لا إله إلا الذي آمن به بنو إسرائيل، وأنا من المسلمين.».

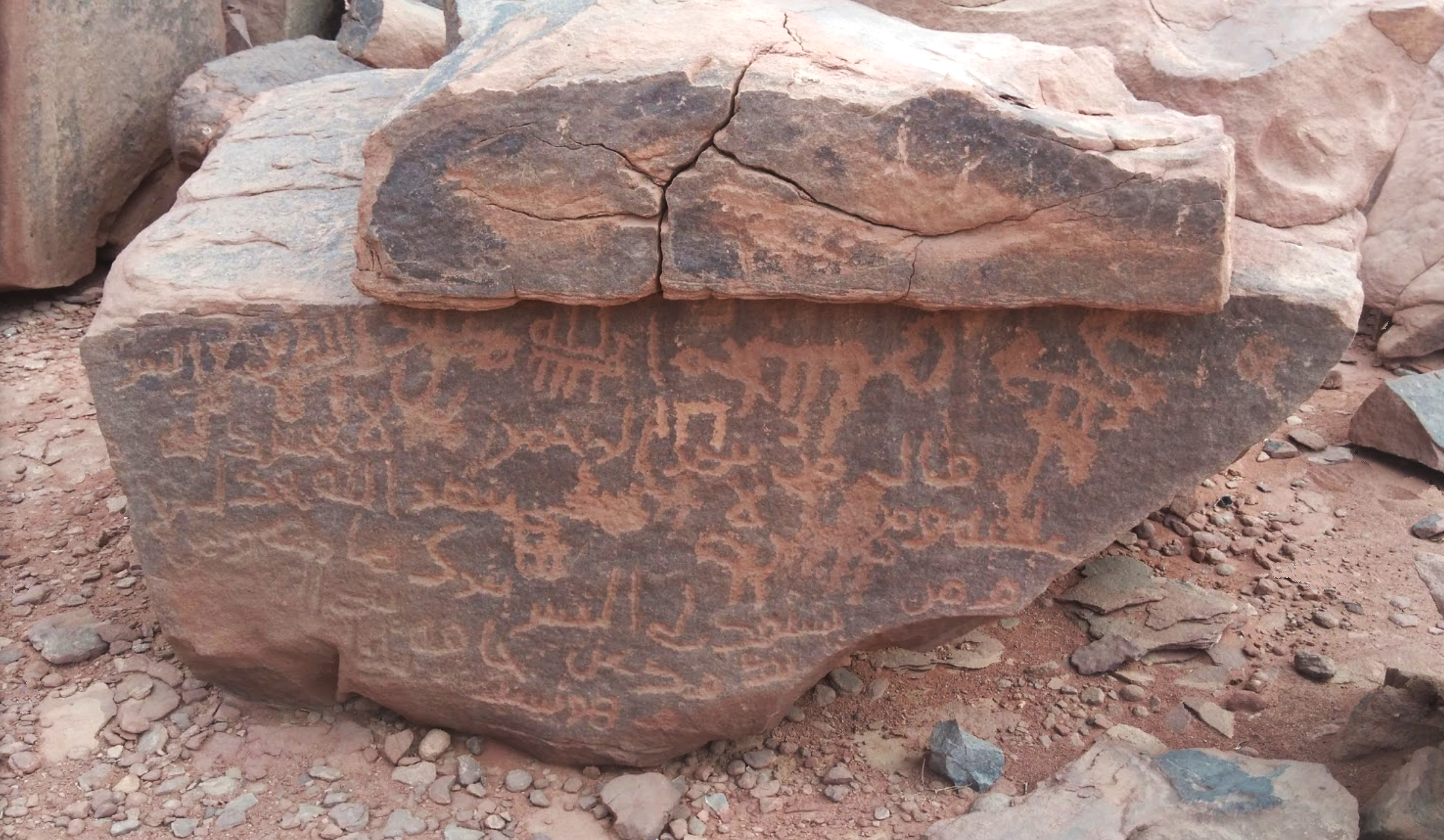
صخرة منقوشة باسم الله وحكمة دينية في جبل الهعين.

نشر دونر أيضًا نقشًا على صخرة يستحضر اسم الله مصحوباً بحكمة دينية استثنائية. تم إدراج هذا الكتاب والنقوش الأخرى من الموقع في Thesaurus d'épigraphie islamique ، وهو مورد بحثي عبر الإنترنت تدعمه مؤسسة ماكس فان برشم، التي تأسست عام 1973 تكريماً لمستكشف النقوش الشهير ماكس فان برشم (1863-1921).
تعود مجموعات الرسوم الصخرية المنتشرة على صخور الجبل إلى ما يقارب تسعة آلاف عام، وتمثل الرسوم أنماط الحياة السائدة في تلك المنطقة والثروة الحيوانية المتنوعة من الأبقار والأسود والفهود والجمال في حالات العراك أو مستأنسة، وكذلك الوعول والماعز والنعام والزرافات، وكذلك رسوم آدمية لرجال ونساء في أوضاع تمثل المبارزة والصيد، أو يحملون الحراب والأقواس والسهام والسيوف، أو على شكل مجموعات يؤدون رقصات حربية.
ومن أبرز النقوش ما يلي:
- نقش باسم عبد الله بن درة في الجهة الغربية للجبل، ويُقرأ على خمسة أسطر:

«بسم الله الرحمن
الرحيم اللهم اغفر
لعبد الله ابن
دره أمين رب
العالمين»
- نقش باسم عبد الله بن أوس، ويفهم من خلال النقش النص التالي: «اللهم اغفر لعبيد الله بن اوس».

- نقش باسم عاصم بن علي بن عاصم، ويقع هذا النقش على صخرة بجوار الجبل من الناحية الغربية، ويتكون من أربعة أسطر، ويُقرأ هذا النص على النحو التالي:

«الله اغفر لعاصم
بن علي بن عاصم العلي ثم العو
لي فانه يشهد أن الله حق و
أن الساعة لاريب فيها»
- نقش باسم رافع بن علي، ويوجد النقش في الجهة الشرقية لجبل العهين، ويتكون من أربعة أسطر على النحو التالي:

«امنت انه لا اله الا
الذي امنت به بنو إسرائيل
حنيفاً مسلماً وما انا من المشركين
وكتب رفع بن علي»
- نقش باسم عبد العزيز بن زياد بن فروة، ويوجد هذا النقش في الجهة الشرقية من الجبل، ويتكون من خمسة أسطر، ويُقرأ على النحو التالي:

«اللهم اغفر لعبد
العزيز بن زياد بن
فروة ما تقدم من ذنبه وما تأخر
آمين يارب العالمين»

## انظر ايضاً
- المدينة المنورة